# Yttre Jippmokksjön
Yttre Jippmokksjön är en sjö i Storumans kommun i Lappland och ingår i Umeälvens huvudavrinningsområde. Sjön har en area på 2,21 kvadratkilometer och ligger 439,1 meter över havet. Sjön avvattnas av vattendraget Kvarnbäcken.

## Delavrinningsområde
Yttre Jippmokksjön ingår i det delavrinningsområde (724222-152676) som SMHI kallar för Utloppet av Yttre Jippmokksjön. Medelhöjden är 482 meter över havet och ytan är 13,98 kvadratkilometer. Räknas de 2 avrinningsområdena uppströms in blir den ackumulerade arean 22,45 kvadratkilometer. Kvarnbäcken som avvattnar avrinningsområdet har biflödesordning 2, vilket innebär att vattnet flödar genom totalt 2 vattendrag innan det når havet efter 296 kilometer. Avrinningsområdet består mestadels av skog (78 procent). Avrinningsområdet har 2,22 kvadratkilometer vattenytor vilket ger det en sjöprocent på 15,8 procent.